# Thomas James (zeevaarder)

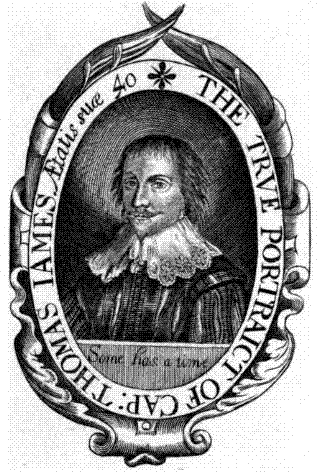
Thomas James (afbeelding uit 1633)

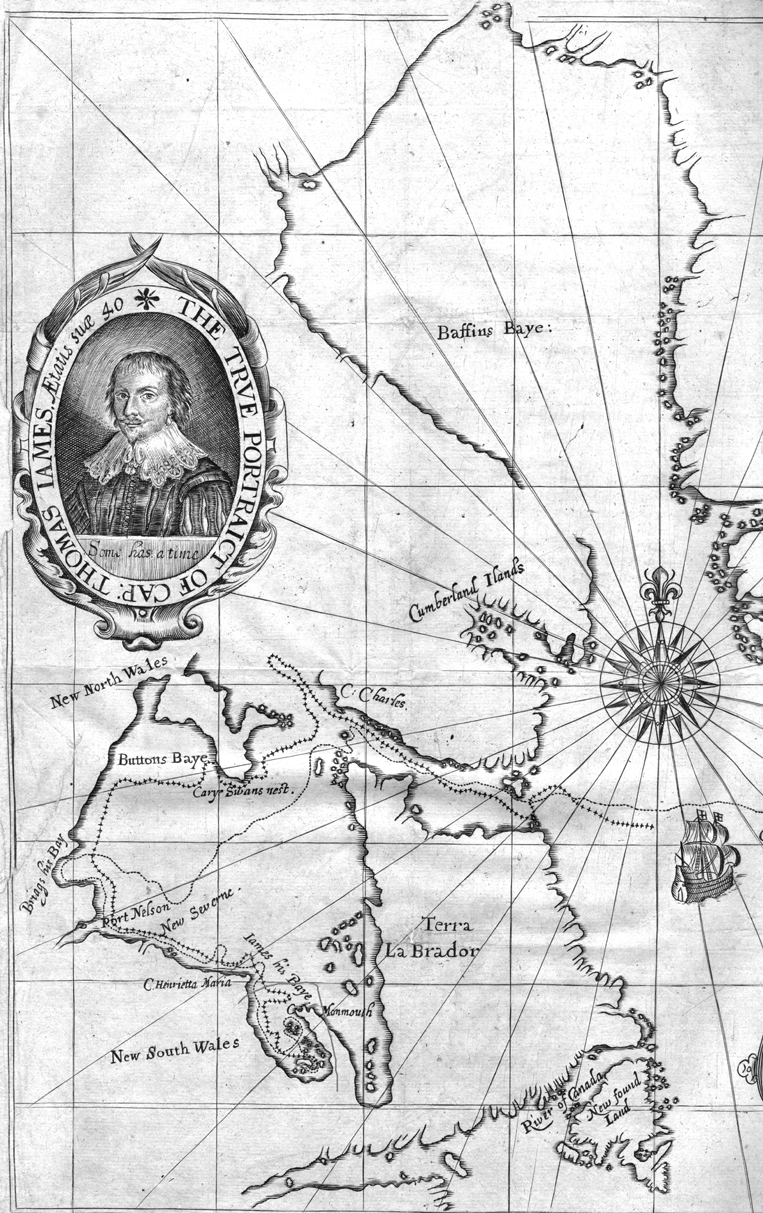
Kaart van James' zeereis in 1631-1632 (afbeelding uit 1633)

Thomas James (1593 – 1635) was een Engelse zeevaarder en ontdekkingsreiziger die probeerde de Noordwestelijke Doorvaart naar Azië te vinden.
James was waarschijnlijk een zoon van een gelijknamige burgemeester van Bristol en werkte als advocaat in die stad. Nadat een groep handelaren uit Londen een expeditie financierde om als eerste de Noordwestelijke Doorvaart te vinden, organiseerde James een rivaliserende expeditie vanuit Bristol.
James vertrok uit Engeland in 1631 met de Henrietta Maria en een bemanning van 22 man. Hij verkende de Hudsonbaai en kwam op 29 juli kapitein Luke Fox tegen, die het commando had over de Londense expeditie. Op 1 september ontdekte hij als eerste Europeaan de Jamesbaai in het zuidelijkste deel van de Hudsonbaai. Deze baai werd later naar hem vernoemd.
In oktober werd hij door het slechte weer en het ijs gedwongen te overwinteren op Charlton Island in de Jamesbaai. Door James' gebrek aan ervaring als zeevaarder en te weinig voorraden en kleding hadden James en zijn bemanning zwaar te lijden. Vier leden van de bemanning stierven die winter aan scheurbuik. In juli 1632 zette James zijn reis voort. In de Noordelijke IJszee werd zijn schip bijna geplet door het kruiend ijs. Hij bereikte 65°30' NB voordat hij terugkeerde naar Engeland. Op 22 oktober kwam de zwaar gehavende Henrietta Maria weer aan in Bristol.
James schreef een verslag van zijn reis, The Strange and Dangerous Voyage of Captaine Thomas James, dat in 1633 gepubliceerd werd. Hierin concludeerde hij dat er waarschijnlijk geen Noordwestelijke Doorvaart ten zuiden van 66° NB was. De zoektocht naar de Noordwestelijke Doorvaart werd opgegeven en pas in 1719 hervat door James Knight. Pas in 1668 kwamen er weer Europeanen in de Hudsonbaai, toen de Franse pelshandelaar en ontdekkingsreiziger Médard Chouart des Groseilliers en de Amerikaanse kapitein Zachariah Gillam het gebied verkenden en de Hudson's Bay Company oprichtten.
Volgens sommigen was het gedicht The Rime of the Ancient Mariner van Samuel Taylor Coleridge geïnspireerd door het reisverslag van kapitein James.